# Popelka (film, 1969)
Popelka je česká filmová pohádka z roku 1969.

## Děj
Otec jede na nákupy do města, aby dcerám své ženy nakoupil látky na šaty. Jeho dcera Popelka by si přála jen něco, co otci cestou cvrnkne do nosu. Při zpáteční cestě mu na hlavu spadne větvička s třemi oříšky, které doma předá Popelce. Na zámku se chystají tři slavnostní plesy, na které mohou přijít všechny sličné dívky, ze kterých si princ Mojmír vybere nevěstu. Popelčiny nevlastní sestry Kateřina a Dorota se s matkou vydají na ples, macecha Popelce uloží roztřídit hrách. Smutné Popelce přiletí na pomoc mluvící holoubek, který jí poradí, aby rozlouskla jeden z oříšku, který jí přinesl tatínek. Holoubek s dalšími holuby místo ní přeberou hrách. Popelka v oříšku najde krásné šaty, Holoubek ji naučí kouzlo, kterým může zmizet a zase se objevit. Před domkem na ni čeká bílý kočár, který ji zaveze do zámku. Musí se však vrátit do půlnoci. Princ se na plese nežene ani do ženění, ani k tanci. Vše se změní, když pozná Popelku, se kterou protančí celý večer. Král se svým sluhou se snaží zjistit, kdo je tajemná dívka, avšak nepřišla s doprovodem a kočár, se kterým přijela zmizel. Po ohlášení posledního tance, neboť se blíží půlnoc, Popelka vyřkne kouzlo „mlha přede mnou, mlha za mnou“ a zmizí. Doma si šaty schová a po návratu sester a macechy poslouchá o tajemné princezně, do které se princ zamiloval.
Dalšího dne se koná druhý ples, na který se opět vypraví matka s Kateřinou a Dorkou. Popelce macecha opět zadá třídění máku a popela. Opět zasáhne Holoubek, Popelka v oříšku najde stříbrné šaty a střevíčky. Zámecký sluha na neznámou dívku nastražil past, aby zjistil její totožnost. Popelka dlouho nepřichází, prince se snaží zaujmout místní dívky. Popelka tentokrát přijde pěšky, čímž se vyhne, aby ji zpozorovali stráže, které to měli ohlásit králi. Princ Mojmír s Popelkou odejde na terasu, kde si povídají. Princ odejde pro krále, aby mu představil Popelku, avšak blíží se půlnoc a Popelka zmizí.
Princ se trápí, na zámku nechá hofmistr nastražit past – nechá natřít schody lepidlem. Sestry s macechou opět odjedou na zámecký ples, ovšem tentokrát Holoubek nepřilétá. Popelka prosí, aby jí ještě jednou pomohl. Holoubek se objeví, spolu s dalšími holuby začne třídit luštěniny a Popelka rozlouskne poslední oříšek, v němž byly zlaté šaty. Popelka za princem Mojmírem přijde rovnou na terasu, kde protančí celý večer. Popelka před odchodem princi slíbí, že si ho vezme. Při odchodu se jí přilepí střevíček na namazané schody, střevíček tam nechá, ovšem odbije půlnoc a kočár zmizí, musí se proto vypravit na cestu domů pěšky.
Princ se po odchodu Popelky trápí a druhý den ji chce jít hledat podle střevíčku, který zanechala na schodek. Král mu však na hledání stanoví lhůtu tří dnů, pak si bude muset vzít tu, kterou mu sám určí. Princ tři dny hledá svou vyvolenou po celém kraji. Poslední chaloupka, kterou ještě nenavštívil, patří dřevorubci. Matka se snaží nasadit malý střevíček svým dcerám, avšak nepodaří se. Matka tvrdí, že už další dceru nemá, přijde však dřevorubec, který zavolá Popelku, ta si střevíček obuje a princ ji přes šmouhy na tváři pozná. Popelka se převleče a zbylé šaty daruje svým sestrám. Popelka sebou vezme svého otce, rozloučí se s Holoubkem a odjede v kočáře na zámek. Koná se svatba a manželé žijí s králem na zámku.

## Obsazení
| Eva Hrušková     | Popelka      |
| Jiří Štědroň     | princ Mojmír |
| Jan Tříska       | vandrák      |
| Dana Medřická    | macecha      |
| Ilja Prachař     | otec         |
| Dana Hlaváčová   | Dorota       |
| Růžena Merunková | Kateřina     |
| Svatopluk Beneš  | rádce        |
| Ladislav Pešek   | král         |